# Lordan Zafranović
Lordan Zafranović (* 11. února 1944 Maslinica, Šolta) je chorvatský režisér jugoslávského původu, vrcholný představitel tzv. černé vlny jugoslávského filmu.

## Biografie
Po studiu literatury a vizuálního umění na univerzitě ve Splitu přešel Zafranović na pražskou FAMU, kde v roce 1971 promoval jako absolvent režie ve třídě Elmara Klose. Skupina uznávaných jugoslávských režisérů, kteří v 60. a 70. letech na této škole studovali, se souhrnně označuje jako tzv. Pražská škola. Kromě Zafranoviće se do této školy řadí i Emir Kusturica, Goran Paskaljević či Rajko Grlić.
Jeho první práce, které vznikaly na počátku 60. let, byly především krátkometrážní experimenty s absurdními situacemi se sklonem ke grotesce – za ně se mu dostalo ocenění Mistra amatérského filmu. Prvním jeho celovečerním filmem byla v roce 1969 Nedjelja (Neděle). Výrazně na sebe Zafranović upozornil v roce 1975 snímkem Muke po Mati (Utrpení Matouše), který mu později vynesl i cenu kritiky. Snímek byl i jeho první spoluprací s avantgardním bělehradským spisovatelem Mirkem Kovačem, který pro něj v budoucnosti napsal i další filmové scénáře.
Nejznámějším dílem Lordana Zafranoviće je potom válečná trilogie, reflektující běžný život v Jugoslávii za druhé světové války. Její první díl, Okupace ve 26 obrazech (1978), byl oceněn Velkou Zlatou arénou na letním filmovém festivalu v Pule (dnešní Chorvatsko) a dalšími 22 cenami na dalších světových festivalech. Příběh vyprávějící osudy dvou mladých mužů v okupovaném Dubrovníku se dočkal i dvou volných pokračování – Pád Itálie (1981) a Večerní zvony (1988). Tato trilogie vzbudila svého času velký ohlas i mezi laickou veřejností. Kontroverzní spojení erotiky s politickým cítěním (inspirováno režiséry Pierem Paolem Pasolinim, Luchinem Viscontim a Bernardem Bertoluccim) i samotné znázornění nevybíravého chování Chorvatů za války donutilo svého režiséra po roce 1990 přiznat, že je politickým disidentem v postjugoslávském Chorvatsku.
V polovině 80. let se zaměřil na intimní milostná témata prodchnutá erotikou, například snímkem Kousnutí anděla (1984). Mimo to natočil Zafranović i mnohé televizní inscenace pro Radiotelevizija Srbije a Hrvatska radiotelevizija. V 90. letech se vrátil do Prahy, kde natočil film Má je pomsta. V roce 2012 uvedla televize jeho dokumentární cyklus Tito – poslední svědci testamentu.
Lordan Zafranović nyní žije střídavě v Chorvatsku a v Praze.

## Filmografie (výběr)
| 1969 | Neděle                            |
| 1973 | Kronika jednoho zločinu           |
| 1975 | Utrpení Matouše                   |
| 1978 | Okupace ve 26 obrazech            |
| 1981 | Pád Itálie                        |
| 1984 | Kousnutí anděla                   |
| 1986 | Večerní zvony                     |
| 1988 | Haloa – prázdniny kurvy           |
| 1994 | Úpadek století – testament L. Z.  |
| 1995 | Má je pomsta                      |
| 2012 | Tito – poslední svědci testamentu |